# Vena tiroidea media
La vena tiroidea media es un vaso sanguíneo inconstante que recoge la sangre procedente de la porción media e inferior de la glándula tiroides. Parte del plexo venoso que se forma alrededor del tiroides y desemboca en la vena yugular interna. Es una de las principales vías de drenaje venoso de la tiroides, junto con la vena tiroidea superior que desembocam también en la vena yugular interna y la vena tiroidea inferior que desemboca en la vena braquiocefálica.  